# Hippocratea
Hippocratea L. – rodzaj roślin należący do rodziny dławiszowatych (Celastraceae R. Br.). Obejmuje co najmniej 16 gatunków występujących naturalnie w strefach tropikalnych całego świata.

## Etymologia
Nazwa rodzajowa została nadana na cześć Hipokratesa – grecki lekarz, jeden z najwybitniejszych prekursorów współczesnej medycyny.

## Morfologia
PokrójKrzew lub liany.
OwoceCharakterystyczne strąki z trzema rozstawionymi zdrewniałymi torebki.

## Systematyka
Pozycja i podział według APWeb (2001...)
Rodzaj należący do rodziny dławiszowatych (Celastraceae R. Br.), rzędu dławiszowców (Celestrales Baskerville), należącego do kladu różowych w obrębie okrytonasiennych.
Według niektórych badaczy rodzaj ten uważany jest za osobną rodzinę.
Wykaz gatunków
| - Hippocratea andina (Miers) J.F.Macbr. - Hippocratea arborea Roxb. - Hippocratea buchananii Loes. - Hippocratea chiapensis Standl. - Hippocratea crenata K. Schum. & Loes. - Hippocratea goetzei Loes. - Hippocratea lepida (Miers) Miers ex Peyr. - Hippocratea longipetiolata Oliv. | - Hippocratea majumdarii Chakrab. & M.Gangop. - Hippocratea micrantha Cambess. - Hippocratea miersii Loes. - Hippocratea myriantha Oliv. - Hippocratea pauciflora Rose - Hippocratea polyantha Loes. - Hippocratea vignei Hoyle - Hippocratea volubilis L. |